# Biedrusko
Biedrusko (prononciation : [bjɛˈdruskɔ], en allemand : Warthelager) est un village polonais de la gmina de Suchy Las dans le powiat de Poznań de la voïvodie de Grande-Pologne dans le centre-ouest de la Pologne.
Il se situe à environ 8 kilomètres au nord-ouest de Suchy Las (siège de la gmina) et à 15 kilomètres au nord de Poznań (siège du powiat et capitale régionale).

## Histoire
Un terrain d'entraînement militaire est construit sur les terres des anciens manoirs de Morasko et Biedrusko, qui sont vendus à l'État prussien en 1900. Ces domaines de la famille von Treskow comprennent des avant-postes et des dépendances :
- Chojnica
- Knischin
- Trzuskotowo
- Tworkowo
- Biedrusko

Le terrain d'entraînement fait partie du 5e corps d'armée dont le quartier général se trouve à Posen. 
De 1975 à 1998, le village faisait partie du territoire de la voïvodie de Poznań.

Depuis 1999, Biedrusko est situé dans la voïvodie de Grande-Pologne.
Le village possède une population de 2 700 habitants en 2009.